# Яблонский, Леонид Теодорович
Леони́д Теодо́рович Ябло́нский (8 июля 1950, Москва, СССР — 14 июня 2016, Израиль) — советский и российский археолог, палеоантрополог, заведующий отделом скифо-сарматской археологии Института археологии РАН. Доктор исторических наук, профессор.

## Биография
В 1973 году окончил исторический факультет МГУ по кафедре археологии (под руководством профессора Г. А. Федорова-Давыдова).
В 1980 году окончил аспирантуру Института этнографии АН СССР, где под руководством выдающихся учёных М. М. Герасимова и В. П. Алексеева начал заниматься проблемами палеоантропологии древнего и средневекового населения евразийских степей.
C 1969 по 1989 год работал в Институте этнографии АН СССР сначала в лаборатории пластической реконструкции, а затем в составе знаменитой Хорезмской археолого-этнографической экспедиции. В 1980 году защитил кандидатскую диссертацию, тема: «Городские мусульманские некрополи Золотой Орды как исторический источник».
В 1987—1988 годах преподавал в МГИАИ (по совместительству), с 2006 года — профессор Марийского государственного университета (по совместительству).
С 1989 года работал в Институте археологии АН СССР (РАН), где в 1991 году защитил докторскую диссертацию «Население Южного Приаралья в раннем железном веке». С 2002 года возглавлял Отдел скифо-сарматской археологии Института.
Похоронен на  Введенском (б. Немецкое) кладбище, Москва

## Научная деятельность
Проводил самостоятельные многолетние полевые исследования некрополей скотоводческого населения, которые проводились в тяжелых условиях пустынь и полупустынь, что привело к серии важных открытий памятников сакской культуры на границах Хорезмского оазиса.
В дальнейшем работал в области Южного Приуралья. Многолетние раскопки завершились серией блестящих открытий, в ходе исследования элитного сарматского Филипповского могильника.
Автор более 250 научных публикаций.

## Основные работы
- Древнейшее население низовий Амударьи (археолого-палеоантропологические исследование) // Труды Хорезмской археолого-этнографической экспедиции. Т. 14. М., 1986 (в соавт. с А. В. Виноградовым и М. А. Итиной);
- Антропология античного и средневекового населения Восточной Европы. М., 1987 (в соавт. с М. М. Герасимовой и Н. М. Рудь);
- Kurgans of the Left Bank of the Ilek Berkeley. 1995 (в соавт. с J. Davis-Kimball);
- Саки Южного Приаралья (археология и антропология могильников). М., 1996;
- Саки Нижней Сырдарьи (по материалам могильника Южный Тагискен). М., 1997 (в соавт. с М. А. Итиной);
- Некрополи древнего Хорезма (археология и антропология могильников). М., 1999; Мавзолеи Северного Тагискена. Поздний бронзовый век Нижней Сырдарьи. М., 2001 (в соавт. с М. А. Итиной);
- Проблема расы в российской физической антропологии. М., 2002 (в соавт. c Т. И. Алексеевой, Е. В. Балановской и др.);
- Степное население Южного Приуралья в позднесарматское время (по материалам могильника Покровка 10). М., 2008 (в соавт. с В. Ю. Малашевым);
- Каталог. Сокровища сарматских вождей (Материалы раскопок Филипповских курганов). Оренбург, 2008.

## Награды
- Лауреат стипендии Фулбрайта (США) (2001—2002)
- Лауреат стипендии Президента РФ для выдающихся учёных (1999)